# 第42回世界遺産委員会
第42回世界遺産委員会（だい42かいせかいいさんいいんかい）は、2018年6月24日から7月4日の間、バーレーンの首都マナーマで開催された。
バーレーンでは2011年に第35回世界遺産委員会が開催予定だったが、2011年バーレーン騒乱でユネスコ本部に会場変更されたため、この第42回が同国初の世界遺産委員会となる。通常、世界遺産委員会の開催地は前回委員会時に決まるものだが、第41回委員会では費用の高騰などもあって立候補する国がなかったため、同年秋のユネスコ総会でマナーマに決まった。会場はユネスコ村（the UNESCO Village, ザ・リッツ・カールトンの敷地内に設営）である。
文化遺産13件、自然遺産3件、複合遺産3件の計19件が登録された結果、世界遺産リスト登録物件の総数は1,092件となった。

## 委員国
委員国は以下の通りである。地域区分はUNESCOに従っている。
| 議長国                 | バーレーン                     | 議長ハヤ・ラシェッド・アル・ハリファ |
| アジア・太平洋         | 中国                           | 副議長国                             |
| アジア・太平洋         | オーストラリア                 |                                      |
| アジア・太平洋         | インドネシア                   |                                      |
| アジア・太平洋         | キルギス                       |                                      |
| アラブ諸国             | クウェート                     |                                      |
| アラブ諸国             | チュニジア                     |                                      |
| アフリカ               | ジンバブエ                     | 副議長国                             |
| アフリカ               | アンゴラ                       |                                      |
| アフリカ               | ブルキナファソ                 |                                      |
| アフリカ               | ウガンダ                       |                                      |
| アフリカ               | タンザニア                     |                                      |
| ヨーロッパ・北アメリカ | アゼルバイジャン               | 副議長国                             |
| ヨーロッパ・北アメリカ | スペイン                       | 副議長国                             |
| ヨーロッパ・北アメリカ | ハンガリー                     | 報告担当。担当者はAnna E. Zeichner   |
| ヨーロッパ・北アメリカ | ボスニア・ヘルツェゴビナ       |                                      |
| ヨーロッパ・北アメリカ | ノルウェー                     |                                      |
| カリブ・ラテンアメリカ | ブラジル                       | 副議長国                             |
| カリブ・ラテンアメリカ | キューバ                       |                                      |
| カリブ・ラテンアメリカ | グアテマラ                     |                                      |
| カリブ・ラテンアメリカ | セントクリストファー・ネイビス |                                      |

## 審議対象の推薦物件一覧
物件名に * 印が付いているものは既に登録されている物件の拡大登録などを示す。太字は正式登録（既存物件の拡大などについては申請用件が承認）された物件。英語名とフランス語名は諮問機関の勧告時点に基づいており、登録時に名称が変更された場合にはその名称を説明文中で太字で示してある。
第42回世界遺産委員会の審議では、初めて世界遺産を保有することになる国はない。このため、世界遺産条約を締約している193か国のうち、世界遺産を保有していない国は26か国のままで変化はない。
なお、勧告及び決議は「登録」「情報照会」「登録延期」「不登録」の4段階である。

### 自然遺産
| 画像 | 推薦名                                                      | 推薦国           | 勧告     | 決議     | 登録基準 |
| --- | ----------------------------------------------------------- | ---------------- | -------- | -------- | -------- |
| | アラスバラン保護地域                                        | イラン           | 不登録   | 登録延期 |          |
| Arasbaran Protected Area |                                                             | イラン           | 不登録   | 登録延期 |          |
| Aire protégée d’Arasbaran |                                                             | イラン           | 不登録   | 登録延期 |          |
| アラスバランはアルメニアやアゼルバイジャンに接するイラン北部地域で、複数の国立公園から成るその保護地域は、生物圏保護区になっている。しかし、諮問機関であるIUCNは推薦されていた生態系と生物多様性の両面について、顕著な普遍的価値は認められないとして「不登録」を勧告した。審議では一段階上の登録延期となった。     |                                                             |                  |          |          |          |
| | 梵浄山                                                      | 中国             | 情報照会 | 登録     | (10)     |
| Fanjingshan |                                                             | 中国             | 情報照会 | 登録     | (10)     |
| Fanjingshan |                                                             | 中国             | 情報照会 | 登録     | (10)     |
| 梵浄山は武陵山脈の山で、生物圏保護区にもなっている。IUCNは生物多様性の面での価値を認めたが、保護・管理状況などの面から「情報照会」を勧告した。逆転登録されたこの物件は中国13件目の自然遺産であり、中国は前年まで同数（12件）で並んでいたアメリカ、オーストラリアを抜き、自然遺産保有数で単独1位になった。          |                                                             |                  |          |          |          |
| | 奄美大島、徳之島、沖縄島北部及び西表島                      | 日本             | 登録延期 | ――       |          |
| Amami-Oshima Island, Tokunoshima Island, the northern part of Okinawa Island, and Iriomote Island |                                                             | 日本             | 登録延期 | ――       |          |
| Île Amami-Oshima, île Tokunoshima, partie nord de l’île d’Okinawa, et île Iriomote |                                                             | 日本             | 登録延期 | ――       |          |
| 推薦範囲は奄美群島国立公園、やんばる国立公園、西表石垣国立公園などに含まれる。 IUCNは生物多様性に関する潜在的な価値を認めたものの、北部訓練場返還地の編入なども含めた範囲の再考を求め、「登録延期」を勧告した。6月1日に取り下げが決まった。第44回世界遺産委員会で登録されることになる。                            |                                                             |                  |          |          |          |
| | バーバートン・マコンジュワ山脈                              | 南アフリカ共和国 | 情報照会 | 登録     | (8)      |
| Barberton Makhonjwa Mountains |                                                             | 南アフリカ共和国 | 情報照会 | 登録     | (8)      |
| Montagnes de Barberton Makhonjwa |                                                             | 南アフリカ共和国 | 情報照会 | 登録     | (8)      |
| バーバートン・マコンジュワ山脈は、スワジランドに接する国境部の山脈で、地質学的な価値から推薦された。IUCNは顕著な普遍的価値を認めたが、保護状況の面などから情報照会を勧告した。バーバートン・マコンジュワ山脈は世界最古の地層バーバートン・グリーンストーン・ベルトが地球上の地表で最もまとまった状態で確認できる。 |                                                             |                  |          |          |          |
| | ピュイ山地とリマーニュ断層の地殻変動地域                    | フランス         | 登録     | 登録     | (8)      |
| Chaine des Puys - Limagne fault tectonic arena |                                                             | フランス         | 登録     | 登録     | (8)      |
| Haut lieu tectonique Chaîne des Puys - faille de Limagne |                                                             | フランス         | 登録     | 登録     | (8)      |
| 第38回世界遺産委員会、第40回世界遺産委員会ではいずれもIUCNは不登録を勧告し、審議で2回とも情報照会に引き上げられた。今回はIUCNも「登録」を勧告した。 |                                                             |                  |          |          |          |
| | ビキン川渓谷（シホテアリニ山脈中央部、2001年登録、の拡大）* | ロシア           | 情報照会 | 登録     | (10)     |
| Bikin River Valley [extension of “Central Sikhote-Alin”, inscribed in 2001, (x)] |                                                             | ロシア           | 情報照会 | 登録     | (10)     |
| Vallée de la rivière Bikine [extension de « Sikhote-Aline centrale », inscrit en 2001, (x)] |                                                             | ロシア           | 情報照会 | 登録     | (10)     |
| 従来40万ヘクタールあまりだった登録範囲に、ビキン川流域の116万ヘクタールあまりを追加する推薦であり、IUCNも価値の強化に繋がる推薦と認めたが、保護・管理状況などの面から「情報照会」を勧告した |                                                             |                  |          |          |          |

### 複合遺産
| 画像 | 推薦名                                                    | 推薦国     | 勧告                          | 決議 | 登録基準       |
| --- | --------------------------------------------------------- | ---------- | ----------------------------- | ---- | -------------- |
| | ピマチオウィン・アキ                                      | カナダ     | （自然）登録 （文化）登録     | 登録 | (3), (6), (9)  |
| Pimachiowin Aki |                                                           | カナダ     | （自然）登録 （文化）登録     | 登録 | (3), (6), (9)  |
| Pimachiowin Aki |                                                           | カナダ     | （自然）登録 （文化）登録     | 登録 | (3), (6), (9)  |
| オジブウェー語で「生命を与える土地」を意味するピマチオウィン・アキ（ピマチョウイン・アキ）は、自然環境と先住民文化の両面で評価されている。第37回世界遺産委員会（2013年）では勧告・決議とも「登録延期」だったが、2016年の第40回世界遺産委員会では、先立って「登録」を勧告されていた。しかし、推薦国自身の事情で登録の先送りを申し出て認められた経緯があった。先住民による森林文化が森林利用学を実践しているものとして評価された。 |                                                           |            |                               |      |                |
| | チリビケテ国立公園 - 「ジャガーのマロカ」                 | コロンビア | （自然）登録 （文化）登録     | 登録 | (3), (9), (10) |
| Chiribiquete National Park – “The Maloca of the Jaguar” |                                                           | コロンビア | （自然）登録 （文化）登録     | 登録 | (3), (9), (10) |
| Parc national de Chiribiquete – « La Maloca du jaguar » |                                                           | コロンビア | （自然）登録 （文化）登録     | 登録 | (3), (9), (10) |
| チリビケテ国立公園はコロンビアでは国内最大の保護区であり、シエラ・デ・チリビテケと呼ばれる山間部にそそり立つテプイ（テーブルマウンテン）はギアナ高地のものより複雑な形状をしている。文化的には先史時代の岩陰遺跡や岩絵が残り、その芸術性から「アマゾンのシスティーナ礼拝堂」と形容される。第29回世界遺産委員会でも推薦されていたが、その時には審議前に取り下げていた。                                                           |                                                           |            |                               |      |                |
| | テワカン＝クイカトラン渓谷 : メソアメリカの起源となる環境 | メキシコ   | （自然）登録 （文化）登録延期 | 登録 | (4), (10)      |
| Tehuacán-Cuicatlán Valley: originary habitat of Mesoamerica |                                                           | メキシコ   | （自然）登録 （文化）登録延期 | 登録 | (4), (10)      |
| Vallée de Tehuacán-Cuicatalán : habitat originel de Méso-Amérique |                                                           | メキシコ   | （自然）登録 （文化）登録延期 | 登録 | (4), (10)      |
| テワカンの遺跡は、ごく初期のトウモロコシ栽培を伝えるとされる。第41回世界遺産委員会で文化・自然の両面とも登録延期を勧告され、情報照会決議となっていた。IUCNは生物多様性の価値を認めて登録を勧告したものの、ICOMOSは一部の基準に適合する潜在性を認めつつも、選定されている資産では証明されていないとして登録延期を勧告した。 |                                                           |            |                               |      |                |

### 文化遺産
| 画像 | 推薦名                                                                 | 推薦国                           | 勧告         | 決議     | 登録基準      |
| --- | ---------------------------------------------------------------------- | -------------------------------- | ------------ | -------- | ------------- |
| | ファールス地方のサーサーン朝考古景観                                   | イラン                           | 登録延期     | 登録     | (2), (3), (5) |
| Sassanid Archaeological Landscape of Fars Region |                                                                        | イラン                           | 登録延期     | 登録     | (2), (3), (5) |
| Paysage archéologique sassanide de la région du Fars |                                                                        | イラン                           | 登録延期     | 登録     | (2), (3), (5) |
| サーサーン朝時代を伝える8箇所の遺跡群を対象とするが、諮問機関であるICOMOSは、比較研究や価値の証明が不十分であることを指摘し、登録延期を勧告した。 |                                                                        |                                  |              |          |               |
| | ムンバイのヴィクトリア朝とアール・デコの遺産群                         | インド                           | 登録         | 登録     | (2), (4)      |
| Victorian and Art Deco Ensemble of Mumbai |                                                                        | インド                           | 登録         | 登録     | (2), (4)      |
| Ensemble victorien et Art déco de Mumbai |                                                                        | インド                           | 登録         | 登録     | (2), (4)      |
| ムンバイには、オーヴァル・マイダーンなど、19世紀から20世紀前半の植民地時代に建造されたヴィクトリア朝やアール・デコの様式の建造物群が残る。ICOMOSはその顕著な普遍的価値を認め、登録を勧告した。登録に際し、名称が「ムンバイのヴィクトリアン・ゴシックとアール・デコの遺産群」 となった。委員会では本遺産群の中に2004年に登録されたチャトラパティ・シヴァージー・ターミナス駅があり、二重構造になるのではないかとの指摘をうけ、遺産の統合などを含めた検討が求められた。 |                                                                        |                                  |              |          |               |
| | 交易の時代 : ジャカルタ旧市街（旧バタヴィア）とそこから離れた4つの島々 | インドネシア                     | 不登録       | ――       |               |
| Age of Trade: Old Town of Jakarta (formerly Old Batavia) and 4 Outlying Islands (Onrust, Kelor, Cipir and Bidadari) |                                                                        | インドネシア                     | 不登録       | ――       |               |
| L’ère des échanges commerciaux : la vieille ville de Jakarta (anciennement Batavia) et quatre îles avoisinantes (Onrust, Kelor, Cipir et Bidadari) |                                                                        | インドネシア                     | 不登録       | ――       |               |
| オランダ東インド会社の繁栄を伝える旧バタヴィアの街並みと、ジャカルタ湾の4つの島々を対象とする推薦だったが、ICOMOSからは都市開発による市街地の変貌などから価値の証明が出来ていないとして、不登録を勧告された。推薦国は審議前に取り下げた。 |                                                                        |                                  |              |          |               |
| | 山寺、韓国の山地僧院                                                   | 大韓民国                         | 登録         | 登録     | (3)           |
| Sansa, Buddhist Mountain Monasteries in Korea |                                                                        | 大韓民国                         | 登録         | 登録     | (3)           |
| Sansa, monastères bouddhistes de montagne en Corée |                                                                        | 大韓民国                         | 登録         | 登録     | (3)           |
| 韓国の伝統的な7つの山寺 (朝鮮語: 산사) が推薦されたが、ICOMOSは通度寺、浮石寺、法住寺、大興寺の4寺のみについて登録を勧告した。審議では残る鳳停寺、麻谷寺、仙巌寺も含む7寺すべての登録が認められた。韓国語名は산사, 한국의 산지승원。 |                                                                        |                                  |              |          |               |
| | 古泉州（ザイトン）の史跡群                                             | 中国                             | 不登録       | 情報照会 |               |
| Historic Monuments and Sites of Ancient Quanzhou (Zayton) |                                                                        | 中国                             | 不登録       | 情報照会 |               |
| Monuments et sites historiques de l’ancienne Quanzhou (Zayton) |                                                                        | 中国                             | 不登録       | 情報照会 |               |
| かつて西方世界で「ザイトン」の名で知られた港町、泉州の史跡群（古泉州（刺桐）史迹）は、いわゆる「海のシルクロード」とも関わる古い交易に関する歴史的建造物や遺跡16件を対象としていたが、ICOMOSからは根本的に練り直すべきとして「不登録」を勧告された。審議では2段階上の情報照会決議となった。再構成された資産は第44回世界遺産委員会で登録されることになる。 |                                                                        |                                  |              |          |               |
| | 長崎と天草地方の潜伏キリシタン関連遺産                                 | 日本                             | 登録         | 登録     | (3)           |
| Hidden Christian Sites in the Nagasaki Region |                                                                        | 日本                             | 登録         | 登録     | (3)           |
| Sites chrétiens cachés de la région de Nagasaki |                                                                        | 日本                             | 登録         | 登録     | (3)           |
| 大浦天主堂、原城跡および潜伏キリシタンゆかりの集落群などを対象としている。第40回世界遺産委員会に向けて推薦された際には、ICOMOSの指摘を踏まえて審議前に取り下げられたが、テーマを再考した今回の推薦に対しては、ICOMOSから12件全てについて登録が勧告された。 |                                                                        |                                  |              |          |               |
| | 伝統的な商人の港ホール・ドゥバイ                                       | アラブ首長国連邦                 | 不登録       | ――       |               |
| Khor Dubai, a Traditional Merchants’ Harbour |                                                                        | アラブ首長国連邦                 | 不登録       | ――       |               |
| Khor Dubaï, un port marchand traditionnel |                                                                        | アラブ首長国連邦                 | 不登録       | ――       |               |
| ホール・ドゥバイ（ドバイ・クリーク）はドバイ中心地を流れており、バール・ドバイ地区にはアル・バスタキヤのような歴史地区も残されている。第38回世界遺産委員会では「不登録」勧告、「登録延期」決議。第41回世界遺産委員会では「不登録」勧告、「情報照会」決議。今回もICOMOSは3度目となる不登録勧告を行なった。推薦国は前2回と異なり、審議前に取り下げた。 |                                                                        |                                  |              |          |               |
| | カルハットの都市遺跡                                                   | オマーン                         | 情報照会     | 登録     | (2), (3)      |
| Ancient City of Qalhat |                                                                        | オマーン                         | 情報照会     | 登録     | (2), (3)      |
| Cité ancienne de Qalhât |                                                                        | オマーン                         | 情報照会     | 登録     | (2), (3)      |
| カルハットはポルトガル到達以前のホルムズ王国の港町の遺跡で、かつての繁栄を伝えている。ICOMOSは顕著な普遍的価値を認めたが、資産の範囲修正の必要性などを理由に、「情報照会」を勧告した。 |                                                                        |                                  |              |          |               |
| | アハサー・オアシス、進化する文化的景観                                 | サウジアラビア                   | 不登録       | 登録     | (3), (4), (5) |
| Al-Ahsa Oasis, an Evolving Cultural Landscape |                                                                        | サウジアラビア                   | 不登録       | 登録     | (3), (4), (5) |
| Oasis d’Al-Ahsa, un paysage culturel en évolution |                                                                        | サウジアラビア                   | 不登録       | 登録     | (3), (4), (5) |
| アハサーは、新石器時代以来のオアシス文化の変遷を伝える資産として推薦されたが、ICOMOSは顕著な普遍的価値が証明されていないとして、「不登録」を勧告した。不登録勧告からの逆転登録となったサウジアラビアのアハサー・オアシスは「進化する文化的景観」を冠しているだけあり、オアシス的な泉・井戸や灌漑施設とヤシ園に加え、状況に応じて改修（用途変更）されてきた排水池や運河などオアシス都市としてのさまざまな施設が考古遺跡と現存し使われ続けている建造物として併存する連続的なもので、長い歴史の中で気候変動に対応してきた足跡が確認でき、従来の自然と人間の共生の枠に留まらない新たな類型の文化的景観「地球文化的景観(geocultural landscape)」であるとした。 |                                                                        |                                  |              |          |               |
| | ティムリカ・オヒンガの考古遺跡                                         | ケニア                           | 登録         | 登録     | (3), (4), (5) |
| Thimlich Ohinga Archaeological Site |                                                                        | ケニア                           | 登録         | 登録     | (3), (4), (5) |
| Site Archéologique de Thimlich Ohinga |                                                                        | ケニア                           | 登録         | 登録     | (3), (4), (5) |
| ティムリカ・オヒンガは、ケニアのミゴリ・カウンティに残る14世紀以来の石造集落遺跡である。第39回世界遺産委員会で文化的景観として推薦された際に、価値の焦点を考古遺跡に絞って再考すべきとして、「情報照会」決議となっていた。ICOMOSはその文化的伝統を伝える価値を認め、登録を勧告した。ティムリカ・オヒンガはバントゥー系民族のKabuoch・Kadem・Kanyamkago・Kamgudhoといった諸部族の足跡が多重的に残されており、アフリカの世界遺産に多文化主義を反映させる新たな施策に基づき（後述する「その他の議題」の節を参照）、部族単位の文化の違いを知ることができる点が評価された。                                                                                    |                                                                        |                                  |              |          |               |
| | 20世紀の産業都市イヴレーア                                             | イタリア                         | 情報照会     | 登録     | (4)           |
| Ivrea, industrial city of the 20th century |                                                                        | イタリア                         | 情報照会     | 登録     | (4)           |
| Ivrée, cité industrielle du XXe siècle |                                                                        | イタリア                         | 情報照会     | 登録     | (4)           |
| イヴレーアはオリベッティ社発祥の地であり、都市にはオリベッティ社の施設群（コンプレッソ・オリヴェッティ）などが残る。ICOMOSはその顕著な普遍的価値は認めたものの、保護体制の不備などから情報照会を勧告した。 |                                                                        |                                  |              |          |               |
| | コネリアーノとヴァルドッビアーデネのプロセッコ栽培丘陵群               | イタリア                         | 不登録       | 情報照会 |               |
| Le Colline del Prosecco di Conegliano a Valdobbiadene |                                                                        | イタリア                         | 不登録       | 情報照会 |               |
| Les collines du Prosecco de Conegliano et Valdobbiadene |                                                                        | イタリア                         | 不登録       | 情報照会 |               |
| DOCGに分類されるワインプロセッコ・ディ・コネリアーノ＝ヴァルドッビアーデネの産地を対象とする文化的景観である。しかし、ICOMOSは、ワイン生産地の世界遺産がすでに多く登録されている中で、この資産がそれらと異なる価値を持つことの証明がなされていないとして、「不登録」を勧告した。審議では2段階上の情報照会決議となった。 |                                                                        |                                  |              |          |               |
| | カリフ都市メディナ・アサーラ                                           | スペイン                         | 登録         | 登録     | (3), (4)      |
| Caliphate City of Medina Azahara |                                                                        | スペイン                         | 登録         | 登録     | (3), (4)      |
| Ville califale de Medina Azahara |                                                                        | スペイン                         | 登録         | 登録     | (3), (4)      |
| メディナ・アサーラは後ウマイヤ朝期の都市遺跡だが、短い栄華の後、20世紀初頭まで埋もれていたことから、当時の建築のさまざまな特色をよく残している。ICOMOSはその顕著な普遍的価値を認め、登録を勧告した。考古遺跡としては砂漠の乾燥地帯で育まれたアラブの水利技術が、侵攻地の気候風土に合わせ発展させた様子をうかがえることが特に評価された。また、アラブ様式を基調にしながら在地イベリアの様式も採り入れた文化循環が見られ、イスラム世界とキリスト教世界の文化の懸け橋的存在と評価された。 |                                                                        |                                  |              |          |               |
| | ホップの町ジャテツ                                                     | チェコ                           | 登録延期     | 登録延期 |               |
| Žatec – the Town of Hops |                                                                        | チェコ                           | 登録延期     | 登録延期 |               |
| Žatec – la ville des houblons |                                                                        | チェコ                           | 登録延期     | 登録延期 |               |
| ジャテツの歴史地区と、近現代のホップ加工関連施設が残る郊外を対象とする推薦だったが、ICOMOSは価値の証明自体が不十分として登録延期を勧告し、審議結果も同じだった。 |                                                                        |                                  |              |          |               |
| | アーシヴィスイト＝ニピサット、氷と海の間のイヌイットの狩場             | デンマーク · （ グリーンランド） | 登録         | 登録     | (5)           |
| Aasivissuit – Nipisat. Inuit Hunting Ground between Ice and Sea |                                                                        | デンマーク · （ グリーンランド） | 登録         | 登録     | (5)           |
| Aasivissuit-Nipisat. Terres de chasse inuites entre mer et glace |                                                                        | デンマーク · （ グリーンランド） | 登録         | 登録     | (5)           |
| 西グリーンランドのケカッタに残る文化的景観で、サカク文化以来の4000年以上に渡る伝統的狩猟・漁撈生活を伝える。ICOMOSはその顕著な普遍的価値を認め、登録を勧告した。 |                                                                        |                                  |              |          |               |
| | ヘーゼビューとダーネヴィルケの境界上の考古景観                         | ドイツ                           | 登録         | 登録     | (3), (4)      |
| Archaeological Border Landscape of Hedeby and the Danevirke |                                                                        | ドイツ                           | 登録         | 登録     | (3), (4)      |
| Paysage archéologique frontalier de Hedeby et du Danevirke |                                                                        | ドイツ                           | 登録         | 登録     | (3), (4)      |
| ダーネヴィルケはデーン人たちがその勢力範囲においていたユトランド半島と、その南の他勢力の地域を画する土塁で、中世に交易地として栄えたヘーゼビューの近傍に築かれた。ICOMOSは名称の変更を勧告したものの、価値そのものは認め、「登録」を勧告した。登録に際し、名称が「ヘーゼビューとダーネヴィアケの考古学的境界線群」 となった。両遺跡は野外博物館の模範例であると評価された。 |                                                                        |                                  |              |          |               |
| | ナウムブルク大聖堂                                                     | ドイツ                           | （勧告不能） | 登録     | (1), (2)      |
| Naumburg Cathedral |                                                                        | ドイツ                           | （勧告不能） | 登録     | (1), (2)      |
| Cathédrale de Naumburg |                                                                        | ドイツ                           | （勧告不能） | 登録     | (1), (2)      |
| 周辺も含む文化的景観として、第39回世界遺産委員会で登録延期、第41回世界遺産委員会で情報照会決議を受けており、ナウムブルク大聖堂に絞った再考を促されていた。ICOMOSは大聖堂が同時代の他の大聖堂に対して傑出した価値を持つことの証明がなされていないとして不登録と判断したが、以前の世界遺産委員会がすでに顕著な普遍的価値の存在を前提とする決議を出していることから、勧告を出せないとした。これを踏まえた世界遺産センター作成の決議案は「不登録」となった。 |                                                                        |                                  |              |          |               |
| | ハンブルク＝アルトナ                                                   | ドイツ                           | ――           | ――       |               |
| Hamburg-Altona |                                                                        | ドイツ                           | ――           | ――       |               |
| Le cimetière juif de Hambourg-Altona |                                                                        | ドイツ                           | ――           | ――       |               |
| もともとフランス語名にあるように、「ハンブルク＝アルトナのユダヤ人墓地」として推薦されていた物件だが、正式勧告前に取り下げられた。 |                                                                        |                                  |              |          |               |
| | ギョベクリ・テペ                                                       | トルコ                           | 登録         | 登録     | (1), (2), (4) |
| Göbekli Tepe |                                                                        | トルコ                           | 登録         | 登録     | (1), (2), (4) |
| Göbekli Tepe |                                                                        | トルコ                           | 登録         | 登録     | (1), (2), (4) |
| ギョベクリ・テペはシャンルウルファ県に残る先土器新石器時代に遡る考古遺跡であり、ICOMOSはその価値を認めて「登録」を勧告したが、その保全のために危機遺産リストへの同時登録も勧告した。 |                                                                        |                                  |              |          |               |
| | ニームの歴史都市建造物群                                               | フランス                         | 登録延期     | 登録延期 |               |
| Historic Urban Ensemble of Nîmes |                                                                        | フランス                         | 登録延期     | 登録延期 |               |
| Ensemble urbain historique de Nîmes |                                                                        | フランス                         | 登録延期     | 登録延期 |               |
| ニームは古代ローマ以来の歴史を持つ都市で、その時代の遺跡だけでなく、その後の時代の建造物群にも影響が多く残っており、エリザベート・ドゥ・ポルトザンパルクによる現代建築まで対象に含まれている。しかし、ICOMOSは価値の証明自体が不十分として、登録延期を勧告し、審議結果も変わらなかった。 |                                                                        |                                  |              |          |               |
| | 第一次世界大戦（西部戦線）の追悼と追憶の場                             | フランス ベルギー                | ――           | ――       |               |
| Funeral and memorial sites of the First World War (Western Front) |                                                                        | フランス ベルギー                | ――           | ――       |               |
| Les sites funéraires et mémoriels de la Première Guerre mondiale (Front Ouest) |                                                                        | フランス ベルギー                | ――           | ――       |               |
| 正式な勧告前に次回以降への延期が決まった。この物件（戦場・墓地・記念碑など）に関しては、近代以降の戦争の在り方を世界遺産として顕彰する意義があるのかが焦点となり、今後類似した推薦案件を取り扱う際のケーススタディーとなる。 |                                                                        |                                  |              |          |               |
| | 慈善の集団居住地群                                                     | ベルギー オランダ                | 登録延期     | 情報照会 |               |
| Colonies of Benevolence |                                                                        | ベルギー オランダ                | 登録延期     | 情報照会 |               |
| Colonies de bienfaisance |                                                                        | ベルギー オランダ                | 登録延期     | 情報照会 |               |
| 1818年にヨハネス・ファン・デン・ボスによってはじめられた都市貧民の救済を目的として田園地帯に築かれたフレデリスクオード、ウィルヘルミナオード、ヴィーンハイゼン、ウィレムスオード、オメルシャンス（以上オランダ）、ワーテル、メルクスプラス（以上ベルギー）の7箇所の入植地を対象とする推薦だったが、ICOMOSは構成資産の全体が価値を持つとは認めず、潜在的に価値を認めうる資産に絞り込むことなどを指摘し、「登録延期」を勧告した。審議では情報照会決議となった。第44回世界遺産委員会で登録されることになる。 |                                                                        |                                  |              |          |               |
| | ロシア・モンタナの鉱山景観                                             | ルーマニア                       | 登録         | 情報照会 |               |
| Roșia Montană Mining Landscape |                                                                        | ルーマニア                       | 登録         | 情報照会 |               |
| Paysage minier de Roșia Montană |                                                                        | ルーマニア                       | 登録         | 情報照会 |               |
| ロシア・モンタナは古代ローマ時代以来の鉱山であり、推薦には、周辺で鉱業を支える近現代の農牧業の文化的景観も含まれていた。ICOMOSは「登録」を勧告したものの、認められる価値の中心をローマ時代の遺跡に置き、名称を「ロシア・モンタナの古代ローマ金鉱群」(Roman Gold Mines of Roșia_Montană) とすべきことと、その完全性の危うさから、登録と同時に危機遺産リストに登録することを勧告した。しかし、推薦国は国際的な調停が継続中との理由から情報照会とすることを求め、そのように決議された。第44回世界遺産委員会で登録されることになる。 |                                                                        |                                  |              |          |               |
| | クロンダイク                                                           | カナダ                           | ――           | ――       |               |
| Tr’ondëk-Klondike |                                                                        | カナダ                           | ――           | ――       |               |
| Tr’ondëk-Klondike |                                                                        | カナダ                           | ――           | ――       |               |
| クロンダイク・ゴールドラッシュの地（Tr’ondëkはクロンダイクの語源になった、先住民による呼称）だが、正式勧告前に取り下げられた。 |                                                                        |                                  |              |          |               |

## 危機遺産

### リストからの除去
| 画像 | 登録名               | 保有国   | 世界遺産登録年 | 危機遺産登録年 |
| --- | -------------------- | -------- | -------------- | -------------- |
| | ベリーズ珊瑚礁保護区 | ベリーズ | 1996年         | 2009年         |
| ベリーズ珊瑚礁保護区は、グレート・バリア・リーフに次ぐ世界2位の規模の珊瑚礁とも言われるが、過度の開発やマングローブ林伐採などによって、危機遺産リストに登録されていた。ベリーズの珊瑚礁保護区が危機遺産から除去するかを検討する議事において、当事国であるベリーズから12歳の少女マディソン・エドワーズが列席して同国の環境対策への取り組みなどを報告し、その結果として危機遺産から脱することになった。世界遺産委員会の公式討議に未成年者が参加することは極めて異例な出来事である。 |                      |          |                |                |

### リストへの新規登録・再登録
| 画像 | 登録名                 | 保有国 | 世界遺産登録年 | 危機遺産登録年 |
| --- | ---------------------- | ------ | -------------- | -------------- |
| | トゥルカナ湖国立公園群 | ケニア | 1997年         | 2018年         |
| 砂漠の中にある湖、そしてアルカリ性の湖としても世界最大のトゥルカナ湖は、その立地環境から地域住民の糧（灌漑や牧畜）となっており、水生生物や水鳥などの生物多様性も保持している。しかし、湖に注ぐオモ川上流のエチオピアにおいてダム建設が進められたことで、渇水や淡水流入不足から水質の変化が予想されることから、危機遺産に指定された。これに関してユネスコはエチオピアに対し対策を講じるよう要請したが、エチオピアに協力する意思がなく、遺産を所有するケニア一国では対処のしようがない状態にある。また、ケニア国内でも漁獲制限を設けていながら密漁が横行し、家畜の排泄物流入による汚染、新たに始まった農園への過度な取水といった問題もある。この議題に関しては2019年の第43回世界遺産委員会でも再度議論される。 |                        |        |                |                |

## 名称変更
推薦国の申請に基づき、以下の通りに名称が変更された。
|              | 旧登録名 | 旧登録名                                                                         | 新登録名（一部仮訳） | 新登録名（一部仮訳）                                           |
| ------------ | -------- | -------------------------------------------------------------------------------- | -------------------- | -------------------------------------------------------------- |
| デンマーク · | 旧       | シェラン島北部のパル・フォルス式狩猟の景観                                       | 新                   | シェラン島北部のパル・フォルス式狩猟の景観                     |
| デンマーク · | 旧       | The par force hunting landscape in North Zealand                                 | 新                   | （変更なし）                                                   |
| デンマーク · | 旧       | Le paysage de chasse par force de Zélande du Nord                                | 新                   | Paysage de chasse à courre de Zélande du Nord                  |
| エリトリア   | 旧       | アスマラ:アフリカの近代主義都市                                                  | 新                   | アスマラ:近代主義的アフリカ都市                                |
| エリトリア   | 旧       | Asmara: a Modernist City of Africa                                               | 新                   | Asmara: A Modernist African City                               |
| エリトリア   | 旧       | Asmara : une ville moderniste d’Afrique                                          | 新                   | Asmara : une ville africaine moderniste                        |
| インド       | 旧       | ビハール州ナーランダーのナーランダー・マハーヴィハーラ（ナーランダ僧院）考古遺跡 | 新                   | ビハール州ナーランダーのナーランダー・マハーヴィハーラ考古遺跡 |
| インド       | 旧       | Archaeological Site of Nalanda Mahavihara (Nalanda University) at Nalanda, Bihar | 新                   | Archaeological Site of Nalanda Mahavihara at Nalanda, Bihar    |
| インド       | 旧       | Site archéologique Nalanda Mahavihara (université de Nalanda) à Nalanda, Bihar   | 新                   | Site archéologique Nalanda Mahavihara à Nalanda, Bihar         |

このほか、「イェリング墳墓群、ルーン文字石碑群と教会」（デンマーク）が「イェリング - ヴァイキング時代の記念碑群」(Jelling – Viking Age Monuments)への変更を希望していたが、「ヴァイキング時代」の扱いなどをめぐってICOMOSが不承認とすべきことを示し、審議でも認められなかった。

## 軽微な変更
以下の通り、軽微な変更が行われた。
|  | 登録名                                               | 保有国     | 変更内容                       |
|  | ---------------------------------------------------- | ---------- | ------------------------------ |
|  | 済州の火山島と溶岩洞窟群                             | 大韓民国   | 登録範囲の変更                 |
|  | ドゥブロヴニク旧市街                                 | クロアチア | 緩衝地帯の設定                 |
|  | モン・サン＝ミシェルとその湾                         | フランス   | 緩衝地帯の設定                 |
|  | アクイレイアの遺跡地域と総大司教座聖堂のバシリカ     | イタリア   | 緩衝地帯の設定                 |
|  | トシェビーチのユダヤ人地区と聖プロコピウスのバシリカ | チェコ     | 範囲の変更および緩衝地帯の設定 |
|  | イェリング墳墓群、ルーン文字石碑群と教会             | デンマーク | 範囲の変更および緩衝地帯の設定 |

## その他の議題
- 第40回世界遺産委員会で決められていた明治日本の産業革命遺産 製鉄・製鋼、造船、石炭産業の保全状況確認が行われ、日本政府が確約した朝鮮人強制連行を解説する施設建設が実現していないことを韓国が指摘。日本側は再度建設を約束したが、その立地について継続した協議が必要とされた[78]。日本が速やかに履行しない場合、韓国は明治日本の産業革命遺産の登録取り消しをユネスコと世界遺産委員会に具申することも検討している[79]。
- 世界遺産としてどこの国にも帰属していない唯一の例外扱いとなっているエルサレム旧市街をイスラエルのもにしたいとする同国の提案が否決された[80]。
- 2017年に緊急案件として世界遺産に登録されたのと同時に危機遺産にも指定されたパレスチナのヘブロン旧市街でのマクペラ洞穴修復計画を巡るイスラム教（パレスチナ）とユダヤ教（イスラエル）の対立に関し、ユネスコのオードレ・アズレは事務局長に就任当初から特命チームを編成して率い、中立的な立場からユネスコ主導で修復を行いたいことを表明。委員国にパレスチナとイスラエルも加えた協議では満場一致で承認された。委員会にオブザーバー参加していたアメリカもこの協議への出席を希望したが、パレスチナのユネスコ加盟に端を発し分担金の支払いを凍結しているため出席が拒否された[81]。
- 世界遺産を観光資源と位置づける遺産の商品化によるヘリテージツーリズムからさらに踏み込んだライフ・ビヨンド・ツーリズム（英語版）を促進すべく、「Life Beyond Tourism: the Protection of the World Heritage by the Training for Dialogue among Cultures in the World Heritage Sites」が協議された[82]。
- 2013～2018年の保全報告書によると25ヶ国の少なくとも33の世界遺産が水力発電や農業用貯水目的のダムによって影響を受けており（生態系破壊や文化財水没そして景観破壊など）[注 3]、その対策として「On the Dam Damage: Water Infrastructure Threatening World Heritage」が決議された。今委員会ではトゥルカナ湖国立公園群がダム建設により危機遺産に指定され（上記の危機遺産#リストへの新規登録・再登録参照）、密猟により動物生息数の減少から2014年に危機遺産指定されたタンザニアのセルース猟獣保護区[83] でもルフィジ川でのスティグラーズ・ゴージ水力発電所（英語版）が実現すれば登録抹消を示唆した[84]。こうしたことをうけ、国連の「国境なき水」[85] を推進するフランスのNGO団体Lévriers Sans Frontières（国境なき川）とのパートナーシップを締結。折から2018年はユネスコも協賛する世界水システム遺産制度が本格始動したこともあり、ダムの必要性を含めた検討が進められる[86][注 4]。
- 前述のように水資源と世界遺産を巡る問題を解決すべく、ユネスコ世界遺産センターと関係諮問機関による遺産の資源利用に関するキャパシティ・ビルディング（英語版）（能力構築）の体制強化を発表した[87]。
- ユネスコの世界遺産教育プログラム[88] の一環として、ヤングプロフェッショナルフォーラム[89] が開催され、若手研究者らより世界遺産の持続可能性について、「地域多様性の維持が重要で、そのためにも持続可能な開発のための文化を実践し、特に途上国において安定雇用による生活のゆとりを確保した上での社会参加を促すべきと」の提言がなされた[90]。
- 文化遺産の登録審査に「special cultural or physical significance（特別な文化的または物理的重要性）」という判断基準の採用検討が提唱された。物理的とは無形の時間（の流れ・経過）や空間（文化的空間）を、世界遺産の前提である不動産有形財構築物として具現化しているものを指す[91][注 5]。その先例として、長期にわたり信仰心を継承した潜伏キリシタンという世界に類例がない特別な存在による場所の精神（英語版）を表現した集落の意義が認められた長崎と天草地方の潜伏キリシタン関連遺産が上げられ、ユネスコは「この登録は今後の文化遺産分野の審査における特異点になる」とした。
- ISILの支配下で歴史的遺産や博物館など多くの文化施設が破壊されたイラクのモスルに対し、新築復興を含めた前提で将来的に世界遺産に登録することを確約し、委員会の席上で暫定リスト掲載が決定した[92]。復興を前提に確約したのはボスニア・ヘルツェゴビナのスタリ・モスト以来のことで、真正性を満たすため現地に残された原材料（文化資材）を利用するアナスタイローシス（英語版）を問わないのはポーランドのワルシャワ歴史地区以来のことになる可能性がある。→2018年8月17日に暫定リストに掲載「Old City of Mosul（ユネスコ世界遺産センター公式サイト）」
- 2016年にISIL掃討作戦に独自参加したトルコは、シリアへ軍を展開するにあたり前線基地をディヤルバクルに設営して軍を駐屯させた。その際、ディヤルバクル城塞とヘヴセル庭園の文化的景観として世界遺産に登録されている城壁の一部を意図的に破壊したとの報告があり、その事実確認が行われた（シリアから撤退した後もディヤルバクルに駐留し、自国内のクルド人勢力への攻撃拠点とした疑惑もある）。これに対しトルコ政府は否定したため、委員会では明確な非難決議を発するには至らなかった。なお、シリアに侵攻したトルコ軍は、シリアの世界遺産シリア北部の古代村落群の一部を交戦中とはいえ破壊した疑いもかけられている[93]。
- 委員会会期中にロシアにおいて2018 FIFAワールドカップも開催されていたが、その会場の内近年新築されたサンクトペテルブルク・スタジアムがあるサンクトペテルブルクにはサンクトペテルブルク歴史地区と関連建造物群、カザン・アリーナがあるカザンにはカザン・クレムリン、フィシュト・スタジアムがあるソチには西コーカサス山脈などの世界遺産があり、こうした競技場などスポーツインフラの整備が各国で環境や景観破壊を招いている症例が増えていることをうけ、世界遺産委員会が国際オリンピック委員会や国際競技連盟・各競技団体への異例の注意喚起を行うことを決めた[94][注 6]。
- これまでアフリカの世界遺産は自然遺産における環境保護を主体においてきたが、国や民族からさらに絞り込み部族単位の文化の差異に注目し、文化多様性と地域多様性の双方をアフリカの文化遺産に反映する検討を始め、毎年アフリカ世界遺産の日（英語版）（5月5日）に進捗状況を確認することを決めた[95]。
- 前回の委員会では会期中に次回開催都市が決まらない事態になったが、この委員会では次回開催都市はバクー（アゼルバイジャン）で6月30日～7月10日に決まり[96]、同国の文化大臣Abulfas Garayevが議長を務める予定である[97]。

## その他の話題
- 世界遺産委員会の開会式がバーレーン国立劇場（英語版）で挙行され、ユネスコ事務局長のオードレ・アズレは「武力紛争による文化浄化が繰り広げられているアラブ世界で世界遺産委員会が開催されることは重要である」、ユネスコ理事会の理事長（議長）であるイ・ビョンヒョン（李炳賢・이병현）は「世界遺産は教育、科学、文化を通じて国民間の協力を実践できる顕著な例である」と挨拶した[98]。
- 開会式に臨席したバーレーンのサルマン王太子（英語版）とサルマン首相（英語版）が、世界遺産保全のため世界遺産基金への別枠資金提供を約束した[99]。
- 世界遺産としての価値を学術的に精査するため、ユネスコが世界遺産基金から拠出して国際記念物遺跡会議(ICOMOS)と国際自然保護連合(IUCN)に依頼する調査費用（人件費や旅費等）が一件あたり平均US$22,000かかるようになったことをうけ、経済協力開発機構(OECD)への協力を要請した[100]。
- これまで個別の世界遺産に対し支援を行ってきたアメリカのNGO団体グローバル・ヘリテージ・ファンド（英語版）が、慢性的な財政難の世界遺産基金に直接支援することを表明[101]。
- 充分な機能が働いていないとされるリアクティブ・モニタリングを補完するための強化モニタリング体制づくりの一環として、インターネットから現地情報を効率良く収集する開放型システム間相互接続(OSI)を用いたオンライン調査を導入すべく、ニュージーランドのIT企業Multimedia Investments Ltd(MIL)とコンサルティング契約を結んだ[102]。これで得られた情報は世界遺産センターによる管理用のみならず、記者クラブにも共有され、危機的な状況をいち早く各国に報じることで支援の輪を広げたり、現状を多くの人に知ってもらう効果も期待する。
- 多発する自然災害などにより損壊被害をうける世界遺産が増えていることから、Global Federation of Insurance Associations（国際保険業協会連盟）が政府や自治体を対象とした世界遺産のための保険の設立を提案した[103]。
- 委員会の会場となったユネスコ村は、空間演出家として世界的に高い評価を得ており、ユネスコ指針「遺産と創造性」の表現者として知られるAmmar Bashir[104] によるものであった。その作品の内、建築物として恒久的に残るものは将来の世界遺産候補とも噂されるが、今回のユネスコ村は委員会閉会後に撤去された[105]。

## 委員会への批判
今回の世界遺産委員会は11日間におよび、さまざまな議論が繰り広げられた。世界遺産という制度の注目度から多角的な議論が必要になっていることは仕方ないにせよ、例えば上記「その他の議題」の節にあるように、世界遺産と水の危機を絡めた議論は委員会のみで解決できる問題ではなく、ユネスコの水文学セクションを交え長期にわたり検討すべきとされる。この水（主としてダム）に関するセッションにはNGOや民間のコンサルタント・デベロッパーなども聴講者として多数参加していたが、委員会に参加したことで開発に際して環境に配慮している姿勢を表す免罪符としたり、ダム開発を進める行政や建設業者から活動資金の提供を供与されるなどの利権に利用されているという指摘もある。議論が増えることで委員会の会期が年々長引き、その開催費用は数億円単位に膨らんでおり、予算を捻出できない途上国での開催誘致が困難になってもいる（今委員会開催地を決める前回の世界遺産委員会では立候補地が現れず、先送りになった経緯もある→「第41回世界遺産委員会#その他の議題」参照）。